# Polizei-Bataillon 316
Le Polizei-Bataillon 316 est une formation de l' Ordnungspolizei sous le Troisième Reich. Au cours de l'opération Barbarossa, il est subordonné aux SS et déployé dans les zones occupées par les Allemands, en particulier l'arrière du Groupe d'armées centre en Union soviétique, et fait partie du Polizei-Regiment Mitte. Aux côtés des Einsatzgruppen et de la brigade de cavalerie SS, il commet des meurtres de masse pendant l'Holocauste et est responsable de crimes contre l'humanité visant des populations civiles sous couvert de lutte « contre les partisans » . À la mi-1942, le bataillon est réaffecté comme Ier Bataillon du Polizei-Regiment 4 et opère en Slovénie .

## Contexte et formation
L'Ordnungspolizei  (Orpo) est un instrument clé de l'appareil de sécurité de l'Allemagne nazie. Dans la période d'avant-guerre, Heinrich Himmler, chef des SS, et Kurt Daluege, chef de l'Orpo, transforment les forces de police de la République de Weimar en formations militarisées prêtes à servir les objectifs de conquête et d'anéantissement racial du régime. Les unités de police participent à l'annexion de l'Autriche et à l'occupation de la Tchécoslovaquie. Les troupes de police sont d'abord formées en bataillons pour l'invasion de la Pologne, où elles ont été déployées à des fins de maintien de l'ordre, prenant part aux exécutions et aux déportations massives.
Vingt-trois bataillons de l'Orpo devaient prendre part à l'invasion de l'Union soviétique en 1941, l'opération Barbarossa. Neuf étaient rattachés aux Sicherungstruppen de la Wehrmacht. Deux bataillons sont affectés au soutien des Einsatzgruppen, les escadrons de la mort mobiles des SS, et de l' Organisation Todt, le groupe de construction militaire. Douze sont formés en régiments, de trois bataillons chacun, et désignés comme Polizei-Regiment-Mitte, Polizei-Regiment-Nord (en), Polizei-Regiment-Süd (en) et Polizei-Regiment zbV (en). Ils sont chargés de sécuriser l'arrière en éliminant les restes des forces ennemies, en gardant les prisonniers de guerre et en protégeant les lignes de communication et les installations industrielles. Leur mission comprend également, comme l'a déclaré Daluege, « le combat contre des éléments criminels, surtout des éléments politiques ».
Avec les Polizei-Bataillon 307 (en) et 322 (en), le bataillon de police 316 est affecté au Polizei-Regiment Mitte. Avec 550 hommes, il se compose de recrues de classes d'âge 1905-1915 encadrés par des policiers de carrière imprégnés de l'idéologie nazie, mus par l'antisémitisme et l'anti-bolchevisme. Le régiment Mitte est sous le commandement de Max Montua, un policier de carrière. Lorsqu'il franchit la frontière germano-soviétique, le régiment passe sous les ordres d'Erich von dem Bach-Zelewski.

## Histoire opérationnelle
Himmler effectue une visite personnelle au quartier général du régiment à Białystok le 8 juillet, et s'entretient avec Montua, Bach-Zalewski et les officiers. Le 10 juillet, Daluege inspecte l'unité et s'adresse aux hommes du régiment en formation de parade, les exhortant à « exterminer » le bolchevisme comme une « bénédiction pour l'Allemagne ». Le 11 juillet, Montua fait passer un ordre confidentiel de Bach-Zalewski aux commandants de bataillon, selon lequel les Juifs « condamnés pour le pillage », doivent être fusillés; une exécution a lieu le même jour. À cette époque, les bataillons de police 316 et 322 rassemblent environ 3 000 hommes juifs de Belostok et les exécutent dans une forêt voisine.
Le 17 juillet, le régiment assassine plus de 1 100 juifs à Slonim, Bach-Zalewski rapportant à Himmler le 18 juillet : « Action de nettoyage hier à Slonim par le Régiment Mitte. 1 153 pilleurs juifs ont été abattus » Le 20 juillet, les rapports de l'unité font état d'exécutions de femmes et d'enfants juifs.

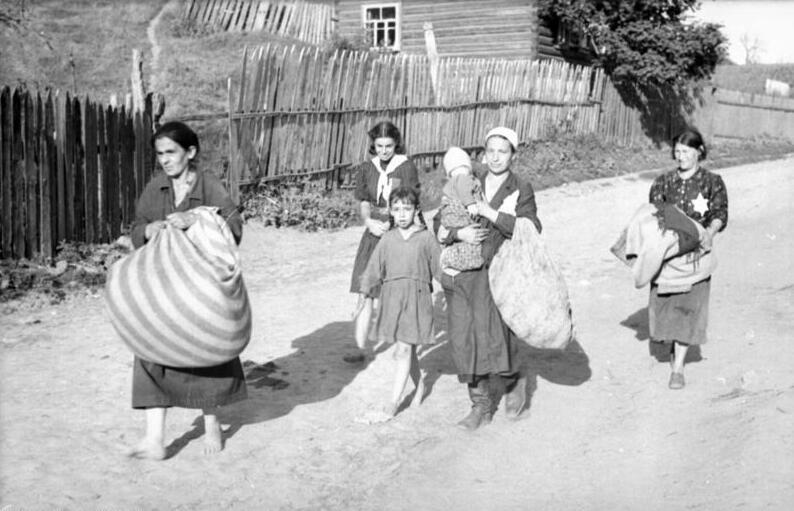
Photographie de propagande de la Wehrmacht : femmes juives à Moguilev, juillet 1941. Six mille Juifs de Moguilev ont été assassinés par les SS et les bataillons de police 316 et 322 en octobre 1941.

Le 2 octobre 1941, les bataillons de police 316 et 322, la compagnie de Bach-Zalewski et les auxiliaires ukrainiens arrêtent 2 200 Juifs dans le ghetto de Moguilev. Soixante-cinq sont tués lors des rafles et 550 autres exécutés le lendemain. Une autre opération meurtrière a lieu plus tard dans le mois, par l'Einsatzkommando 8 et les bataillons de police 316 et 322, faisant environ 6 000 victimes.
Les 7 et 8 novembre, le bataillon est à Babrouïsk. Les détenus du ghetto sont arrêtés au petit matin, chargés dans des camions et emmenés au village de Kamenka où ils sont abattus dans des fosses creusées à cet effet. Environ 5 281 personnes sont tuées par le personnel du bataillon, de l'Einsatzkommando 8 et du Bataillon 316.
En décembre, après la défaite allemande à Moscou, le régiment est envoyé sur le front pour renforcer les défenses allemandes, privant ainsi Bach-Zalewski d'effectifs. Le bataillon est affecté à des fonctions de garde et de sécurité à l'arrière immédiat des troupes de première ligne, mais aucune information détaillée n'est disponible sur ses activités pendant cette période. Le bataillon de police 316 est retiré du front fin avril 1942, puis renvoyé en Allemagne à la mi-mai pour récupérer à Bottrop, Buer et Gelsenkirchen. Quelques mois plus tard, il est transféré en Slovénie où il mène une brève opération anti-partisane (Bandenbekämpfung), avec le bataillon de police 93, dans les environs de Škofja Loka entre le 15 et le 17 juillet. Le même mois, il est rebaptisé Ier Bataillon du Polizei-Regiment 4 .

## Actions
Le régiment est responsable de 5 actions meurtrières qui constitueront le chef d'accusation lors du Procès de Bochum contre 10 régiments :
1. Ghetto de Białystok, juillet 1941, 3 000 morts ;
2. Ghetto de Baranavitchy, juillet 1941, 100 morts ;
3. Ghetto de Moguilev, 1941, 3 700 morts ;
4. Ghetto de Babrouïsk, 1941, 2 000 morts ;
5. Kholm, février 1944, 24 morts.

## Après la guerre
Le rôle joué par les bataillons de l'Orpo est mal connu du public après la guerre. Il faut attendre des procès comme celui du tribunal régional de Bochum, entre 1966 et 1968, pour que soient mises au jour les exactions commises : des responsables du bataillon 316 y sont accusés d'avoir « participé à des exécutions de Juifs à grande échelle et à des fusillades individuelles pendant dernière guerre en Russie et en Pologne ». Le procès mène à des acquittements, bien que la réalité des crimes commis ne fasse aucun doute. L'avantage de ce procès est néanmoins qu'il dévoile les méthodes d'assassinat. Ainsi, le procureur dans sa plaidoirie détaille ce qui s'est passé à Moguilev : « Les rafles et les exécutions par fusillade de la population juive ont eu lieu, dans tous les cas, sans considération de l'âge ou du sexe. Les chiffres [...] fluctuent jusqu'à plusieurs milliers. La brutalité de l'exécution a atteint son paroxysme à Mogilev. Les Juifs ont été conduits dans les fosses où on les a tabassés pour qu'ils s'y entassent, de sorte que selon les témoins, des scènes horribles se sont produites. Parmi d'autres excès, les enfants étaient parfois simplement arrachés à leur mère et jetés en l'air pour retomber dans la fosse : debout sur les cadavres, il y avait des policiers et des membres de la SD qui les abattaient au pistolet mitrailleur. »